# Aoniraptor
Aoniraptor (il cui nome dalla lingua Tehuelche significa "raptor del Sud") è un genere estinto di dinosauro teropode appartenente ai Megaraptora; visse nel Cretaceo superiore, circa 96-91 milioni di anni fa (Cenomaniano-Turoniano) e i suoi fossili sono stati ritrovati in Argentina. Il genere contiene una singola specie, ossia A. libertatem, ritrovata da Matias Motta nel sito di Violante Farm, parte della Formazione Huincul. I fossili di questo animale furono riportati alla luce nel 2010, ma furono formalmente descritti solo nel 2016. Aoniraptor potrebbe rappresentare un sinonimo del teropode Gualicho (anch'esso noto da Huincul), a causa delle somiglianze delle loro vertebre caudali.
L'animale è conosciuto da un singolo esemplare fossile, composto da una serie associata e semi-articolata di vertebre, una sacrale e diverse caudali. Sia la sacrale sia le caudali mostrano centri relativamente allungati. La sacrale e la prima caudale hanno forami pneumatici nel centro vertebrale. Gli archi neurali delle caudali anteriori presentano laminazioni che collegano coste e zigapofisi, e la base della costa ala centro vertebrale. Le lamine spinoprezigapofiseali sono ben sviluppate, la spina neurale è estesa in lunghezza ma non in altezza, e presenta un margine dorsale concavo. Gli archi emali presentano il canale emale chiuso e un forame pneumatico. Buona parte di questi caratteri è tipica dei megaraptori e dei tirannosauridi, ad ulteriore conferma del legame tra questi due clade.
In seguito alla descrizione e all'analisi di Aoniraptor nel 2016, alcuni paleontologi hanno formulato l'ipotesi che Aoniraptor, insieme a Bahariasaurus e Deltadromeus, faccia parte di un nuovo clade, ancora poco conosciuto, di Megaraptora distinto da Megaraptoridae, chiamato Bahariasauridae.
Aoniraptor deriva dalla parola di lingua Tehuelche "Aoni", che significa sud, e dalla parola latina "raptor", che significa ladro. Il nome della specie, libertatem, deriva dalla parola latina per "libertà", in quanto fu scoperto nel bicentenario dell'Indipendenza dell'Argentina dalla Spagna nel 1810, sebbene non soddisfi i requisiti per l'ICZN rendendolo un invalido nomen nudum.